# Russell Watson
Pour les articles homonymes, voir Watson.
Russell Watson, né le 23 novembre 1966 à Salford, est un chanteur anglais.
Il attira l'attention en 1999 lors de la finale de la coupe du monde de Rugby où il chanta l'hymne national britannique.
Il est l'interprète en 2001 de la chanson du générique de Star Trek : Enterprise, "Faith of the heart".